# Ali Abdulla Mohamed Saeed Al Ahmed

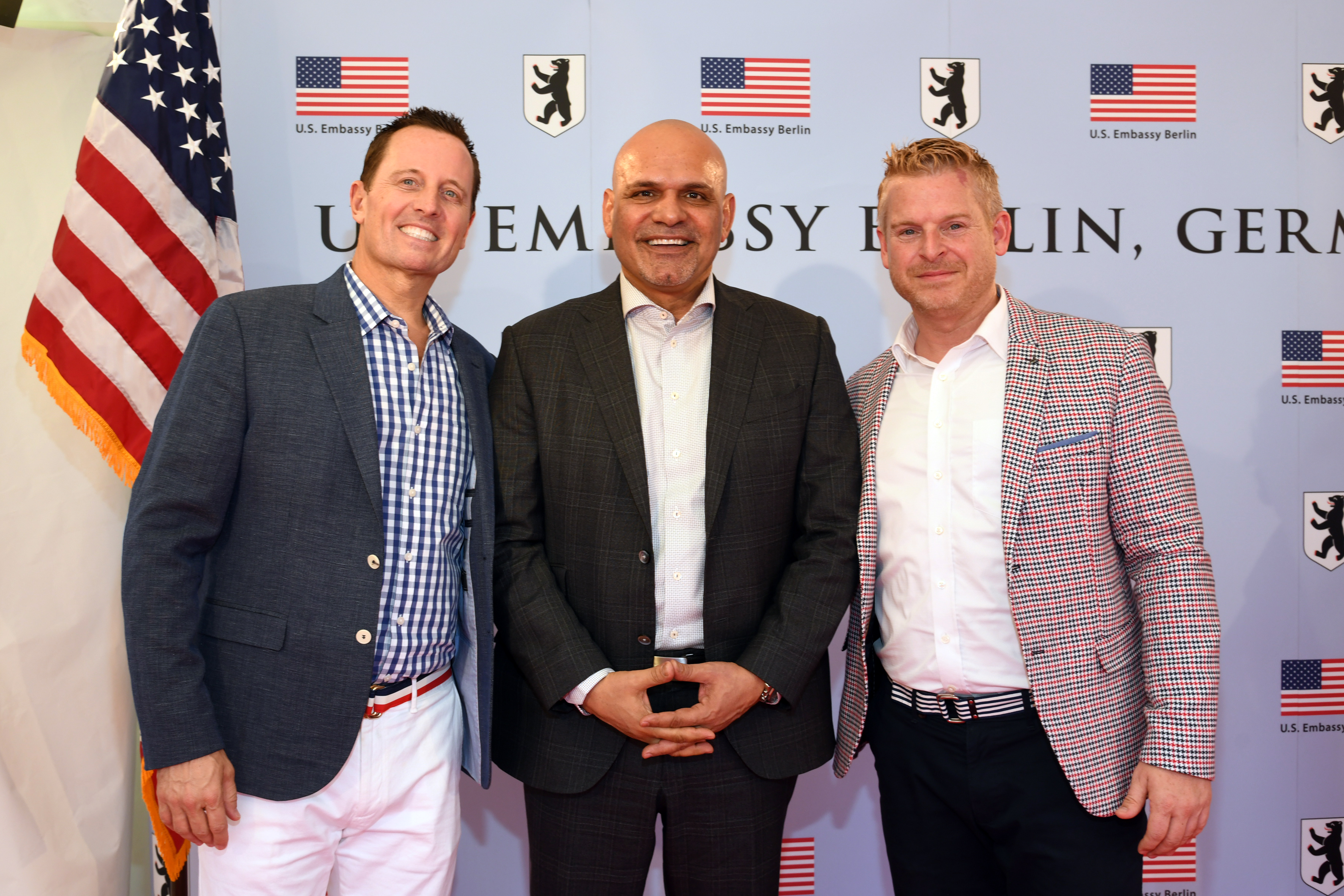
Ali Abdulla Al Ahmed (Mitte) (2018)

Ali Abdulla Mohamed Saeed Al Ahmed (arabisch علي عبد الله الأحمد, DMG ʿAlī ʿAbd Allāh al-Aḥmad; * im 20. Jahrhundert) ist ein Diplomat der Vereinigten Arabischen Emirate.

## Leben
1990 erwarb er einen Bachelor in Betriebswirtschaft an der Eastern Washington University in Cheney in den USA. Er wurde dann stellvertretender kaufmännischer Direktor von Etisalat, der staatlichen Gesellschaft für Telekommunikation der Vereinigten Arabischen Emirate, bis er 1998 als Programmdirektor zur Emirates Cable TV & Multimedia E-vision wechselte. 2002 wurde er Fernsehdirektor bei der Emirates Media Inc. Im Jahr 2008 kehrte er zurück zu Etisalat und übernahm die Leitung des Bereichs Strategie und Planung. 2011 wurde er dort Leiter der Unternehmenskommunikation. Diese Funktion hatte er bis August 2013 inne.
Er erwarb einen Abschluss als Master in strategischen und Sicherheitsstudien an der Verteidigungsakademie der Vereinigten Arabischen Emirate und trat in den Dienst des Außenministeriums der Vereinigten Arabischen Emirate ein. Im September 2015 wurde er Leiter der Abteilung für europäische Angelegenheiten des Ministeriums. Es folgte im Juni 2016 seine Entsendung als Botschafter nach Deutschland.

## Persönliches
Er ist verheiratet und Vater von sieben Kindern.